# 증인
증인(證人)은 있는 사실 · 사안에 대해서 그것을 증명하는 사람을 가리킨다. 증인이 자기가 경험한 바를 그대로 전술하는 일을 증언(證言)이라고 한다. 피의자 이외의 신분으로 출석이나 진술이 강제된다는 점에서 참고인과는 구별된다.

## 증인의 의무
증인신문은 증인으로 정한 자를 일정한 장소에(보통은 공판일에 법원에) 출석시켜서 선서시킨 다음 진술케 하는 것이다. 따라서 증인은 출석·선서·진술의 세 가지 의무를 지게 된다. 증인을 출석하게 하는 데는 소환의 방법에 의한다(153조·73조). 정당한 사유 없이 소환에 응하지 않는 증인은 구인(拘引)할 수 있다(152조). 그리고 소환된 증인이 정당한 사유 없이 출석하지 않을 때는 과태료 등의 제재가 가해진다(151조). 증인에게는 선서의 의무가 있다. 선서는 증언전에 법원에 대하여 진술을 하는 데 있어서 양심에 따라 숨김과 보탬이 없이 진실을 말할 것을 맹세한다는 내용의 선서서(宣誓書)의 낭독으로 행하여진다(156조, 예외 159조). 선서를 거부하는 자에게는 과태료 등의 제재가 있으며(161조), 선서한 다음 허위의 증언을 하면 위증죄를 구성한다(형152조). 증인은 신문을 받은 사항에 대하여 증언할 의무가 있다. 그러나 자기보호 또는 가족적·신분적 정의보호(情誼保護) 기타 업무상의 비밀보호에 관하여 증언거부를 인정한 규정이 있다(148조, 149조).

## 감정증인
자기의 실험한 개별적 사실을 진술하는 자는 그것이 특별한 학식·경험에 의해서 얻어진 것이라도 그 진술은 증언적 성격을 갖는다. 이와 같은 자를 감정증인(鑑定證人)이라 하며 증인으로 취급된다(179조).

## 감정인과의 비교
증인은 법원 또는 법관의 명에 의하여 법원 또는 법관에 대하여 자기가 과거에 경험한 사실을 진술하는 제3자이며 감정인은 특별한 지식·경험에 의해서만 알 수 있는 법칙 또는 그 법칙을 구체적 사실에 적용하며 얻은 의견·판단을 법원에 대하여 보고하는 제3자이다. 증인과 감정인은 인증(人證)으로서 그 진술 내용이 증거로 되는 점에서 같은 성격을 가진다. 그러나 증인이 자기의 실험한 개별적 사실을 보고하는 자인데 반하여 감정인은 자기의 실험한 개별적 사실이 아니고 특별한 학식·경험으로부터 귀납된 일반적 법칙과 이를 응용한 구체적 판단을 보고하는 자라는 점에서 본질적으로 다르다. 즉 증인은 법원에 결여된 체험을 제공하여 법원을 돕는 것이고 감정인은 법원의 전문적 지식을 보충하는 자인 것이다.

## 같이 보기
- 증인신문